# Gemma de Gresti
Gemma de Gresti, marchesa (Avio, 3 novembre 1873 – Rovereto, 14 marzo 1928), è stata una filantropa italiana.

## Biografia
Gemma nasce a Borghetto d'Avio, all'epoca territorio dell'Impero austro-ungarico, nella Tenuta San Leonardo, sesta di sei fratelli, in una famiglia agiata: il padre Oddone era un nobile trentino, conosciuto per gli ideali patriottici e filo italiani. Per molti anni diplomatico in Russia, Oddone aveva conosciuto e sposato Emilia de Asart, figlia del conte Carlo de Asart di Odessa, anch'egli diplomatico.
Pur trascorrendo molto tempo nella tenuta a Borghetto d'Avio, la famiglia de Gresti era residente nel Regno d'Italia, e Gemma frequentò la scuola a Firenze, mentre i suoi soggiornavano a Pisa. Presso l'Istituto della Quiete, apprese le buone maniere, le belle arti, la musica e le lingue straniere. La famiglia si fermava a volte anche a Milano, città già nota ed importante come luogo di incontro e crocevia delle più potenti famiglie del tempo.

Stemma della famiglia Guerrieri Gonzaga

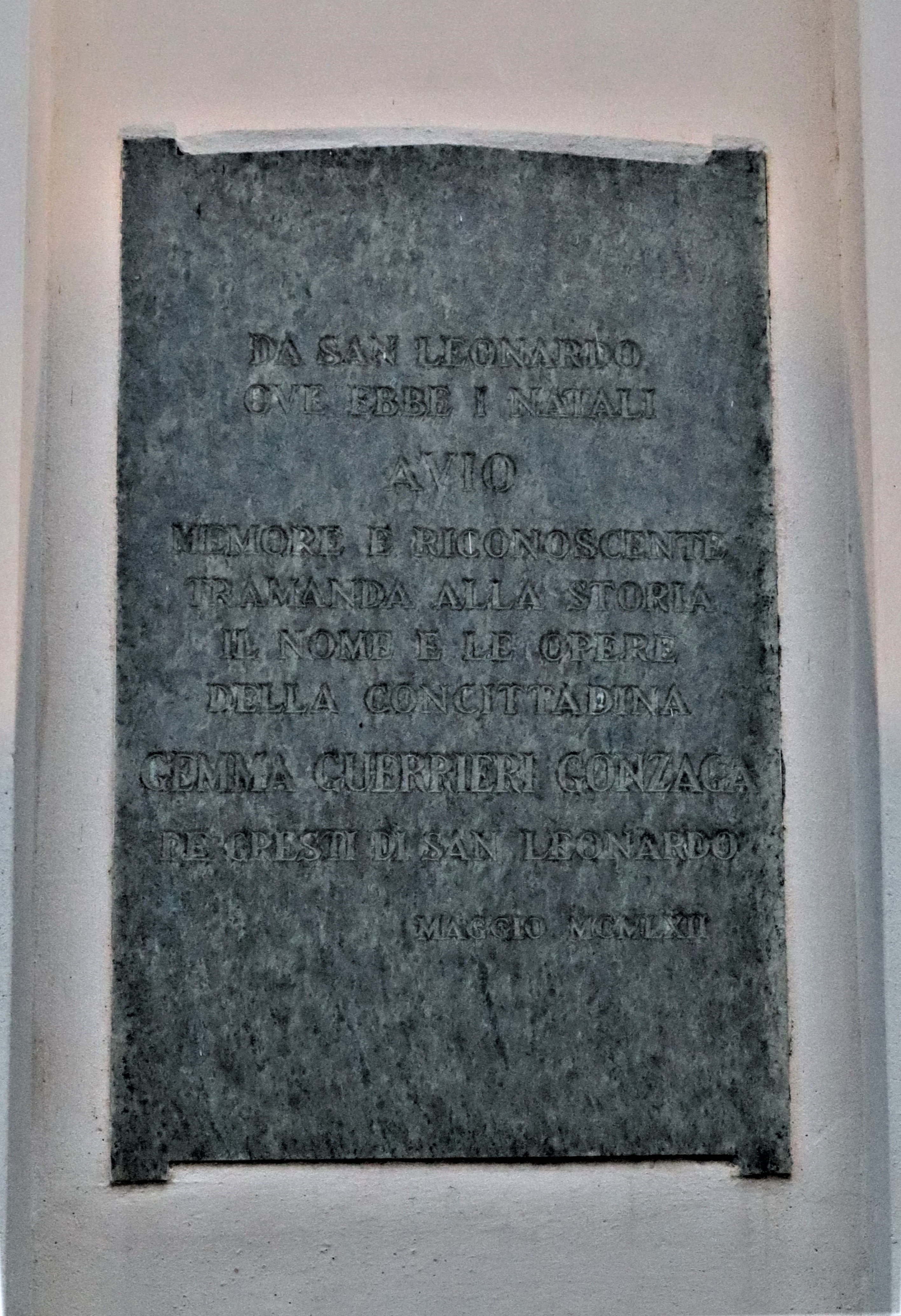
Chiesa di San Leonardo (Avio), lapide a Gemma de Gresti.

Proprio durante un soggiorno a Milano la marchesa, incontrò Tullo Guerrieri Gonzaga (1866-1902) marchese di Montebello: residente a Sustinente in provincia di Mantova, era medico ma per aspirazioni personali aveva accantonato la professione per abbracciare la carriera militare come ufficiale medico della Regia Marina Italiana. Il giovane medico, affascinato dalla carismatica Gemma, la chiese in sposa e il matrimonio fu celebrato per il 26 settembre 1894 a San Leonardo. Subito dopo Tullo lasciò la carriera militare e si trasferì a Bologna, dove Gemma lo seguì e partorì il figlio Anselmo, chiamato affettuosamente Emo, il 2 agosto 1895.
Il 2 gennaio 1902 dopo un intervento ai denti Tullo morirà in seguito ad una setticemia alla bocca: alla giovane età di 29 anni Gemma Guerrieri Gonzaga si trovò vedova con un figlio da crescere.

### L'impegno sociale
Dopo la morte del marito, Gemma si spostò a Roma, dove il figlio Anselmo frequentò la prestigiosa scuola Istituto Massimo gestita dai gesuiti. Furono pochi i contatti mantenuti con la famiglia del marito, con eccezione di Maria Guerrieri Gonzaga in Maraini, cugina del marito, donna energica e determinata, in contatto ed in amicizia con personalità di rilievo come Maria Montessori
e che fu la madrina di battesimo di Elsa Morante.
La marchesa per il resto della vita non si risposò e mantenne il cognome del marito defunto; a stretto contatto con l'alta società romana, Gemma rafforzò il suo carattere e la sua fervente fede cattolica.
Lasciata Roma, la marchesa e il figlio Anselmo si trasferirono a Torino, dove quest'ultimo frequentò il Real Collegio Carlo Alberto di Moncalieri dove i giovani nobili vengono educati e formati per la carriera militare. Nel 1913, alla maggiore età Emo decide di diventare avvocato come il nonno, anche se non rinunciò alla carriera militare e prese parte alla prima guerra mondiale.
Allo scoppio del conflitto, inizia l'opera di Gemma de Gresti in favore dei soldati trentini dell'Esercito austriaco prigionieri in Russia. Nel novembre 1914, in visita alla sua tenuta, allora in territorio austriaco, apprese della condizione di prigionia di alcuni giovani del paese; decise quindi di intervenire, ottenendo un'udienza a Roma presso l'ambasciatore russo in Italia, e nel contempo scrivendo ai propri parenti e amici residenti in Russia.
L'impresa venne coronata dal successo quando vennero trovati i due fratelli Franchini, figli dei contadini che seguivano la tenuta di San Leonardo;

la notizia spinse altre famiglie a chiedere il suo aiuto. Se nei primi tempi le lettere delle famiglie dei soldati dispersi giungono dal Trentino, poco dopo giunsero anche dal Friuli, dalla Venezia Giulia, dall'Istria, dalla Dalmazia. La marchesa si impegnò e si prodigò per tutti.
Il fulcro del suo impegno si stabilì a Torino, dove fu coadiuvata da molte gente, anche comune, da amici e autorità politiche e diplomatiche.
Tra il Trentino, Roma e Torino Gemma Guerrieri Gonzaga viaggiò e si prodigò facendosi bandiera del lamento e dello sconforto di quel particolare momento di storia italiana e mondiale. Tra amicizie autorevoli, consolati, ministri e governi era nota come donna caparbia e capace di far intendere le proprie condizioni e volontà. Si impegnò anche sul fronte infermieristico ed ospedaliero: ottenuto un lasciapassare che il Comando Supremo, collaborò con la Croce Rossa Italiana ed istituì un ospedale da campo presso la tenuta di San Leonardo. Il suo impegno umanitario durò fino a pochi anni prima della morte: nel 1923 fondò l'Associazione Reduci di Russia per continuare la ricerca dei soldati dispersi, e aiutare i mutilati e i feriti di guerra e le loro famiglie.
Quando Gemma Guerrieri Gonzaga divenne effettiva proprietaria della tenuta, vi si stabilì e soggiornò fino alla morte, che la colse il 14 marzo 1928, all'ospedale di Rovereto, in seguito ad una emorragia cerebrale. La marchesa non presenziò al matrimonio tra il figlio Emo e Emma Maraini, figlia della cugina Maria che tanto l'aiutò e la sostenne durante il suo impegnativo incarico e le sue ricerche.
 Morì nel 1928 e fu sepolta nella Chiesa di San Leonardo (Avio).
La tenuta di San Leonardo è attualmente (2013) gestita da Carlo, figlio di Emo ed Emma, e da suo figlio Anselmo.